# Blindbroms
Blindbroms (Chrysops relictus, även känd som blinning, blinding (Norrbotten), guldögonbroms och fläckfluga) är en tvåvingeart. Den beskrevs av Johann Wilhelm Meigen 1820.
Blindbroms ingår i släktet Chrysops och familjen Bromsar, Tabanidae. Arten är reproducerande i Sverige. Inga underarter finns listade i Catalogue of Life.
Den är fläckig i svart med guldfärgade, glänsande ögon och blir 6–12 millimeter lång. På det mellersta och bakre segmentet förekommer tvärstrimmor i svart och gulaktig. Även vingarna har ett fläckigt mönster.
Djuret framkommer mest i juni och träffas allmänt i samband med öppna vatten i skogar, ängsmarker och betesmarker, mest på öppet belägna ställen och under solklara, varma dagar. Den anfaller däggdjur som hästar och även människor för att suga deras blod. Dess sting är smärtsamt, och det är honor som behöver blod för äggläggningen. Namnet blindbroms härleds av att när den en gång slagit sig ned för att suga blod, reagerar den inte med att fly när man slår efter den, som om den inte ser handen.
Hanar och honor som inte behöver blod för äggläggningen äter blommornas pollen. Honorna lägger sina ägg i fuktig jord och larverna utvecklas där. De äter organiskt material som de hittar där.
I Europa förekommer blindbromsen nästan överallt, men för Island, Storbritannien och några andra regioner saknas bekräftelse.